# Te iubesc, Beth Cooper! (film)
Te iubesc, Beth Cooper! (titlu original: I Love You, Beth Cooper) este un film american de comedie romantică din 2009 regizat de Chris Columbus. Rolurile principale au fost interpretate de actorii Hayden Panettiere și Paul Rust. Se bazează pe romanul omonim din 2007 al lui Larry Doyle.

## Distribuție
- Hayden Panettiere - Beth Cooper
- Paul Rust - Denis Cooverman
- Jack Carpenter - Rich Munsch
- Lauren London - Cammy
- Lauren Storm - Treece
- Shawn Roberts - Kevin
- Alan Ruck - Mr. C
- Cynthia Stevenson - Mrs. C
- Jared Keeso - Dustin
- Brendan Penny - Sean
- Marie Avgeropoulos - Valli Wooley
- Josh Emerson - Greg Saloga